# Kazala Nowa
Kazala Nowa (do 1996 Kazale Nowe) – osada w Polsce położona w województwie wielkopolskim, w powiecie kaliskim, w gminie Mycielin.
W latach 1975–1998 miejscowość należała administracyjnie do województwa kaliskiego.